# Bulbophyllum petiolatum
Bulbophyllum petiolatum är en orkidéart som beskrevs av Johannes Jacobus Smith. Bulbophyllum petiolatum ingår i släktet Bulbophyllum och familjen orkidéer. Inga underarter finns listade i Catalogue of Life.